# Astrapogon
Astrapogon is een geslacht van straalvinnige vissen uit de familie van kardinaalbaarzen (Apogonidae).

## Soorten
- Astrapogon alutus Jordan & Gilbert, 1882
- Astrapogon puncticulatus Poey, 1867
- Astrapogon stellatus Cope, 1867